# Équipe d'Écosse de football au Championnat d'Europe 2020
Cet article relate le parcours de l’équipe d'Écosse de football lors du Championnat d'Europe 2020 organisé dans 11 grandes villes d'Europe du 11 juin au 11 juillet 2021.

## Qualifications

### Éliminatoires
| Rang | Équipe      | Pts | J  | G  | N | P  | Bp | Bc | Diff |  | Résultats (▼ dom., ► ext.) |     |     |     |     |     |     |
| ---- | ----------- | --- | -- | -- | - | -- | -- | -- | ---- |  | -------------------------- | --- | --- | --- | --- | --- | --- |
| 1    | Belgique    | 30  | 10 | 10 | 0 | 0  | 40 | 3  | +37  |  | Belgique                   |     | 3-1 | 3-0 | 6-1 | 3-0 | 9-0 |
| 2    | Russie      | 24  | 10 | 8  | 0 | 2  | 33 | 8  | +25  |  | Russie                     | 1-4 |     | 4-0 | 1-0 | 1-0 | 9-0 |
| 3    | Écosse (B)  | 15  | 10 | 5  | 0 | 5  | 16 | 19 | -3   |  | Écosse (B)                 | 0-4 | 1-2 |     | 2-1 | 3-1 | 6-0 |
| 4    | Chypre      | 10  | 10 | 3  | 1 | 6  | 15 | 20 | -5   |  | Chypre                     | 0-2 | 0-5 | 1-2 |     | 1-1 | 5-0 |
| 5    | Kazakhstan  | 10  | 10 | 3  | 1 | 6  | 13 | 17 | -4   |  | Kazakhstan                 | 0-2 | 0-4 | 3-0 | 1-2 |     | 4-0 |
| 6    | Saint-Marin | 0   | 10 | 0  | 0 | 10 | 1  | 51 | -50  |  | Saint-Marin                | 0-4 | 0-5 | 0-2 | 0-4 | 1-3 |     |

- Sélection directement qualifiée pour l'Euro 2020

### Barrages

#### Tableau de la Voie de la Ligue C de la Ligue des nations 2018-2019
|  | Demi-finales   | Demi-finales   |        |       | Finale           | Finale           |
|  | Demi-finales   | Demi-finales   |        |       | Finale           | Finale           |
|  |                |                |        |       |                  |                  |
|  | 8 octobre 2020 | 8 octobre 2020 |        |       | 12 novembre 2020 | 12 novembre 2020 |
|  | 8 octobre 2020 | 8 octobre 2020 |        |       | 12 novembre 2020 | 12 novembre 2020 |
|  | Norvège        | 1              |        |       | 12 novembre 2020 | 12 novembre 2020 |
|  | Norvège        | 1              |        |       | 12 novembre 2020 | 12 novembre 2020 |
|  | Serbie         | 2              |        |       | 12 novembre 2020 | 12 novembre 2020 |
|  | Serbie         | 2              | Serbie | 1 (4) |                  |                  |
|  | 8 octobre 2020 |                | Serbie | 1 (4) |                  |                  |
|  |                | Écosse         | 1 (5)  |       |                  |                  |
|  | Écosse         | Écosse         | 1 (5)  | 0 (5) |                  |                  |
|  | Écosse         |                |        | 0 (5) |                  |                  |
|  | Israël         | 0 (3)          |        |       |                  |                  |
|  | Israël         | 0 (3)          |        |       |                  |                  |

#### Détail des matchs
| Demi-finale          | Écosse                                             | 0 - 0             | Israël                                | Hampden Park, Glasgow                                                              |                                                                                    |
| 8 octobre 2020 20h45 |                                                    |                   |                                       | Spectateurs : 0 (huis clos) Arbitrage : Ovidiu Hațegan Arbitre vidéo : Marco Guida | Spectateurs : 0 (huis clos) Arbitrage : Ovidiu Hațegan Arbitre vidéo : Marco Guida |
| 8 octobre 2020 20h45 | rapport                                            |                   |                                       | Spectateurs : 0 (huis clos) Arbitrage : Ovidiu Hațegan Arbitre vidéo : Marco Guida | Spectateurs : 0 (huis clos) Arbitrage : Ovidiu Hațegan Arbitre vidéo : Marco Guida |
| 8 octobre 2020 20h45 | McGinn · McGregor · McTominay · Shankland · McLean | Tirs au but 5 - 3 | Zahavi · Bitton · Weissman · Abu Fani | Spectateurs : 0 (huis clos) Arbitrage : Ovidiu Hațegan Arbitre vidéo : Marco Guida | Spectateurs : 0 (huis clos) Arbitrage : Ovidiu Hațegan Arbitre vidéo : Marco Guida |

| Finale                 | Serbie                                    | 1 - 1             | Écosse                                               | Stade de l'Étoile rouge, Belgrade                                                                         | |
| 12 novembre 2020 20h45 | Jović 90e                                 | (0 - 0)           | 52e Christie                                         | Spectateurs : 0 (huis clos) Arbitrage : Antonio Mateu Lahoz Arbitre vidéo : Alejandro Hernández Hernández | Spectateurs : 0 (huis clos) Arbitrage : Antonio Mateu Lahoz Arbitre vidéo : Alejandro Hernández Hernández |
| 12 novembre 2020 20h45 | Rapport                                   |                   |                                                      | Spectateurs : 0 (huis clos) Arbitrage : Antonio Mateu Lahoz Arbitre vidéo : Alejandro Hernández Hernández | Spectateurs : 0 (huis clos) Arbitrage : Antonio Mateu Lahoz Arbitre vidéo : Alejandro Hernández Hernández |
| 12 novembre 2020 20h45 | Tadić · Jović · Gudelj · Katai · Mitrović | Tirs au but 4 - 5 | Griffiths · McGregor · McTominay · McBurnie · McLean | Spectateurs : 0 (huis clos) Arbitrage : Antonio Mateu Lahoz Arbitre vidéo : Alejandro Hernández Hernández | Spectateurs : 0 (huis clos) Arbitrage : Antonio Mateu Lahoz Arbitre vidéo : Alejandro Hernández Hernández |

## Phase finale

### Effectif
NB : Les âges et les sélections sont calculés au début de l'Euro 2020, le 11 juin 2021.

### Premier tour
| v · m | Équipe     | Pts | J | G | N | P | Bp | Bc | Diff |
| ----- | ---------- | --- | - | - | - | - | -- | -- | ---- |
| 1     | Angleterre | 7   | 3 | 2 | 1 | 0 | 2  | 0  | +2   |
| 2     | Croatie    | 4   | 3 | 1 | 1 | 1 | 4  | 3  | +1   |
| 3     | Tchéquie   | 4   | 3 | 1 | 1 | 1 | 3  | 2  | +1   |
| 4     | Écosse     | 1   | 3 | 0 | 1 | 2 | 1  | 5  | -4   |

#### Écosse - Tchéquie
| Match 8                    | Écosse  | 0 - 2   | Tchéquie                          | Hampden Park, Glasgow                                                      |                                                                            |
| 14 juin 2021 15h00 (14h00) |         | (0 - 1) | 42e Schick (Coufal ) · 52e Schick | Spectateurs : 9 847 Arbitrage : Daniel Siebert Arbitre vidéo : Marco Fritz | Spectateurs : 9 847 Arbitrage : Daniel Siebert Arbitre vidéo : Marco Fritz |
| 14 juin 2021 15h00 (14h00) | Rapport |         |                                   | Spectateurs : 9 847 Arbitrage : Daniel Siebert Arbitre vidéo : Marco Fritz | Spectateurs : 9 847 Arbitrage : Daniel Siebert Arbitre vidéo : Marco Fritz |

| Écosse | Tchéquie |

| ÉCOSSE :        |    |                   |     |
|                 |    |                   |     |
| Gardien de but  | 1  | David Marshall    |     |
|                 | 24 | Jack Hendry       | 67e |
|                 | 16 | Liam Cooper       |     |
|                 | 5  | Grant Hanley      |     |
|                 | 3  | Andrew Robertson  |     |
|                 | 4  | Scott McTominay   |     |
|                 | 7  | John McGinn       |     |
|                 | 17 | Stuart Armstrong  | 67e |
|                 | 2  | Stephen O'Donnell | 79e |
|                 | 11 | Ryan Christie     | 46e |
|                 | 9  | Lyndon Dykes      | 79e |
| Remplaçants :   |    |                   |     |
|                 | 10 | Che Adams         | 46e |
|                 | 8  | Callum McGregor   | 67e |
|                 | 20 | Ryan Fraser       | 67e |
|                 | 25 | James Forrest     | 79e |
|                 | 19 | Kevin Nisbet      | 79e |
| Sélectionneur : |    |                   |     |
| Steve Clarke    |    |                   |     |

| TCHÉQUIE :       |    |                  |     |
|                  |    |                  |     |
| Gardien de but   | 1  | Tomáš Vaclík     |     |
|                  | 18 | Jan Bořil        |     |
|                  | 6  | Tomáš Kalas      |     |
|                  | 3  | Ondřej Čelůstka  |     |
|                  | 5  | Vladimír Coufal  |     |
|                  | 21 | Alex Král        | 67e |
|                  | 15 | Tomáš Souček     |     |
|                  | 14 | Jakub Jankto     | 72e |
|                  | 8  | Vladimír Darida  | 87e |
|                  | 12 | Lukáš Masopust   | 72e |
|                  | 10 | Patrik Schick    | 87e |
| Remplaçants :    |    |                  |     |
|                  | 9  | Tomáš Holeš      | 67e |
|                  | 19 | Adam Hložek      | 72e |
|                  | 20 | Matěj Vydra      | 72e |
|                  | 13 | Petr Ševčík      | 87e |
|                  | 11 | Michael Krmenčík | 87e |
| Sélectionneur :  |    |                  |     |
| Jaroslav Šilhavý |    |                  |     |

| Assistants : Jan Seidel Rafael Foltyn Quatrième arbitre : Georgi Kabakov Homme du match : Patrik Schick |

#### Angleterre - Écosse
| Match 21                   | Angleterre | 0 - 0   | Écosse | Stade de Wembley, Londres                                                                          | |
| 18 juin 2021 21h00 (20h00) |            | (0 - 0) |        | Spectateurs : 20 306 Arbitrage : Antonio Mateu Lahoz Arbitre vidéo : Alejandro Hernández Hernández | Spectateurs : 20 306 Arbitrage : Antonio Mateu Lahoz Arbitre vidéo : Alejandro Hernández Hernández |
| 18 juin 2021 21h00 (20h00) | Rapport    |         |        | Spectateurs : 20 306 Arbitrage : Antonio Mateu Lahoz Arbitre vidéo : Alejandro Hernández Hernández | Spectateurs : 20 306 Arbitrage : Antonio Mateu Lahoz Arbitre vidéo : Alejandro Hernández Hernández |

| Angleterre | Écosse |

| ANGLETERRE :     |    |                 |     |
|                  |    |                 |     |
| Gardien de but   | 1  | Jordan Pickford |     |
|                  | 3  | Luke Shaw       |     |
|                  | 15 | Tyrone Mings    |     |
|                  | 5  | John Stones     |     |
|                  | 24 | Reece James     |     |
|                  | 14 | Kalvin Phillips |     |
|                  | 4  | Declan Rice     |     |
|                  | 10 | Raheem Sterling |     |
|                  | 19 | Mason Mount     |     |
|                  | 20 | Phil Foden      | 63e |
|                  | 9  | Harry Kane      | 74e |
| Remplaçants :    |    |                 |     |
|                  | 7  | Jack Grealish   | 63e |
|                  | 11 | Marcus Rashford | 74e |
| Sélectionneur :  |    |                 |     |
| Gareth Southgate |    |                 |     |

| ÉCOSSE :        |    |                   |     |     |
|                 |    |                   |     |     |
| Gardien de but  | 1  | David Marshall    |     |     |
|                 | 6  | Kieran Tierney    |     |     |
|                 | 5  | Grant Hanley      |     |     |
|                 | 4  | Scott McTominay   |     |     |
|                 | 23 | Billy Gilmour     |     | 76e |
|                 | 3  | Andrew Robertson  |     |     |
|                 | 8  | Callum McGregor   |     |     |
|                 | 7  | John McGinn       | 16e |     |
|                 | 2  | Stephen O'Donnell | 87e |     |
|                 | 10 | Che Adams         |     | 86e |
|                 | 9  | Lyndon Dykes      |     |     |
| Remplaçants :   |    |                   |     |     |
|                 | 17 | Stuart Armstrong  |     | 76e |
|                 | 19 | Kevin Nisbet      |     | 86e |
| Sélectionneur : |    |                   |     |     |
| Steve Clarke    |    |                   |     |     |

| Assistants : Pau Cebrián Devís Roberto Díaz Pérez del Palomar Quatrième arbitre : Cüneyt Çakır Homme du match : Billy Gilmour |

#### Croatie - Écosse
| Match 32                   | Croatie                                                               | 3 - 1   | Écosse       | Hampden Park, Glasgow                                                                            |                                                                                                  |
| 22 juin 2021 21h00 (20h00) | ( Perišić) Vlašić 17e · ( Kovačić) Modrić 62e · ( Modrić) Perišić 77e | (1 - 1) | 42e McGregor | Spectateurs : 9 896 Arbitrage : Fernando Rapallini Arbitre vidéo : Alejandro Hernández Hernández | Spectateurs : 9 896 Arbitrage : Fernando Rapallini Arbitre vidéo : Alejandro Hernández Hernández |
| 22 juin 2021 21h00 (20h00) | Rapport                                                               |         |              | Spectateurs : 9 896 Arbitrage : Fernando Rapallini Arbitre vidéo : Alejandro Hernández Hernández | Spectateurs : 9 896 Arbitrage : Fernando Rapallini Arbitre vidéo : Alejandro Hernández Hernández |

| Croatie | Écosse |

| CROATIE :       |    |                   |     |     |
|                 |    |                   |     |     |
| Gardien de but  | 1  | Dominik Livaković |     |     |
|                 | 25 | Joško Gvardiol    |     | 71e |
|                 | 21 | Domagoj Vida      |     |     |
|                 | 6  | Dejan Lovren      | 26e |     |
|                 | 22 | Josip Juranović   |     |     |
|                 | 11 | Marcelo Brozović  |     |     |
|                 | 8  | Mateo Kovačić     |     |     |
|                 | 13 | Nikola Vlašić     |     | 76e |
|                 | 10 | Luka Modrić       |     |     |
|                 | 4  | Ivan Perišić      |     | 81e |
|                 | 20 | Bruno Petković    |     | 70e |
| Remplaçants :   |    |                   |     |     |
|                 | 9  | Andrej Kramarić   |     | 70e |
|                 | 3  | Borna Barišić     |     | 71e |
|                 | 26 | Luka Ivanušec     |     | 76e |
|                 | 17 | Ante Rebić        |     | 81e |
| Sélectionneur : |    |                   |     |     |
| Zlatko Dalić    |    |                   |     |     |

| ÉCOSSE :        |    |                   |     |     |
|                 |    |                   |     |     |
| Gardien de but  | 1  | David Marshall    |     |     |
|                 | 6  | Kieran Tierney    |     |     |
|                 | 5  | Grant Hanley      |     | 33e |
|                 | 4  | Scott McTominay   |     |     |
|                 | 3  | Andrew Robertson  |     |     |
|                 | 8  | Callum McGregor   |     |     |
|                 | 7  | John McGinn       |     |     |
|                 | 17 | Stuart Armstrong  |     | 70e |
|                 | 2  | Stephen O'Donnell |     | 84e |
|                 | 10 | Che Adams         |     | 84e |
|                 | 9  | Lyndon Dykes      |     |     |
| Remplaçants :   |    |                   |     |     |
|                 | 26 | Scott McKenna     | 34e | 33e |
|                 | 20 | Ryan Fraser       |     | 70e |
|                 | 19 | Kevin Nisbet      |     | 84e |
|                 | 22 | Nathan Patterson  |     | 84e |
| Sélectionneur : |    |                   |     |     |
| Steve Clarke    |    |                   |     |     |

| Assistants : Juan Pablo Belatti Diego Bonfá Quatrième arbitre : Bartosz Frankowski Homme du match : Nikola Vlašić |

## Statistiques

### Temps de jeu
| Joueur            |          |          |          | TT       | But inscrit | Passe décisive | MJ       | MT       | Légende |
| ----------------- | -------- | -------- | -------- | -------- | ----------- | -------------- | -------- | -------- | --- |
| Gardiens          | Gardiens | Gardiens | Gardiens | Gardiens | Gardiens    | Gardiens       | Gardiens | Gardiens | Abréviations et symboles : TT : Total de minutes jouées MJ : Nombre de matchs joués MT : Matchs joués en tant que titulaire : but : passe décisive : joueur entré : joueur remplacé : capitaine : carton jaune : carton rouge |
| David Marshall    | 90       | 90       | 90       | 270      |             |                | 3        | 3        | Abréviations et symboles : TT : Total de minutes jouées MJ : Nombre de matchs joués MT : Matchs joués en tant que titulaire : but : passe décisive : joueur entré : joueur remplacé : capitaine : carton jaune : carton rouge |
| Craig Gordon      |          |          |          | 0        |             |                |          |          | Abréviations et symboles : TT : Total de minutes jouées MJ : Nombre de matchs joués MT : Matchs joués en tant que titulaire : but : passe décisive : joueur entré : joueur remplacé : capitaine : carton jaune : carton rouge |
| Jon McLaughlin    |          |          |          | 0        |             |                |          |          | Abréviations et symboles : TT : Total de minutes jouées MJ : Nombre de matchs joués MT : Matchs joués en tant que titulaire : but : passe décisive : joueur entré : joueur remplacé : capitaine : carton jaune : carton rouge |
| Défenseurs        |          |          |          |          |             |                |          |          | Abréviations et symboles : TT : Total de minutes jouées MJ : Nombre de matchs joués MT : Matchs joués en tant que titulaire : but : passe décisive : joueur entré : joueur remplacé : capitaine : carton jaune : carton rouge |
| Stephen O'Donnell | 79       | 90       | 84       | 253      |             |                | 3        | 3        | Abréviations et symboles : TT : Total de minutes jouées MJ : Nombre de matchs joués MT : Matchs joués en tant que titulaire : but : passe décisive : joueur entré : joueur remplacé : capitaine : carton jaune : carton rouge |
| Andrew Robertson  | 90       | 90       | 90       | 270      |             |                | 3        | 3        | Abréviations et symboles : TT : Total de minutes jouées MJ : Nombre de matchs joués MT : Matchs joués en tant que titulaire : but : passe décisive : joueur entré : joueur remplacé : capitaine : carton jaune : carton rouge |
| Grant Hanley      | 90       | 90       | 33       | 213      |             |                | 3        | 3        | Abréviations et symboles : TT : Total de minutes jouées MJ : Nombre de matchs joués MT : Matchs joués en tant que titulaire : but : passe décisive : joueur entré : joueur remplacé : capitaine : carton jaune : carton rouge |
| Kieran Tierney    |          | 90       | 90       | 180      |             |                | 2        | 2        | Abréviations et symboles : TT : Total de minutes jouées MJ : Nombre de matchs joués MT : Matchs joués en tant que titulaire : but : passe décisive : joueur entré : joueur remplacé : capitaine : carton jaune : carton rouge |
| Greg Taylor       |          |          |          | 0        |             |                |          |          | Abréviations et symboles : TT : Total de minutes jouées MJ : Nombre de matchs joués MT : Matchs joués en tant que titulaire : but : passe décisive : joueur entré : joueur remplacé : capitaine : carton jaune : carton rouge |
| Declan Gallagher  |          |          |          | 0        |             |                |          |          | Abréviations et symboles : TT : Total de minutes jouées MJ : Nombre de matchs joués MT : Matchs joués en tant que titulaire : but : passe décisive : joueur entré : joueur remplacé : capitaine : carton jaune : carton rouge |
| Liam Cooper       | 90       |          |          | 90       |             |                | 1        | 1        | Abréviations et symboles : TT : Total de minutes jouées MJ : Nombre de matchs joués MT : Matchs joués en tant que titulaire : but : passe décisive : joueur entré : joueur remplacé : capitaine : carton jaune : carton rouge |
| Nathan Patterson  |          |          | 6        | 6        |             |                |          |          | Abréviations et symboles : TT : Total de minutes jouées MJ : Nombre de matchs joués MT : Matchs joués en tant que titulaire : but : passe décisive : joueur entré : joueur remplacé : capitaine : carton jaune : carton rouge |
| Jack Hendry       | 67       |          |          | 67       |             |                | 1        | 1        | Abréviations et symboles : TT : Total de minutes jouées MJ : Nombre de matchs joués MT : Matchs joués en tant que titulaire : but : passe décisive : joueur entré : joueur remplacé : capitaine : carton jaune : carton rouge |
| Scott McKenna     |          |          | 57       | 57       |             |                |          |          | Abréviations et symboles : TT : Total de minutes jouées MJ : Nombre de matchs joués MT : Matchs joués en tant que titulaire : but : passe décisive : joueur entré : joueur remplacé : capitaine : carton jaune : carton rouge |
| Milieux           |          |          |          |          |             |                |          |          | Abréviations et symboles : TT : Total de minutes jouées MJ : Nombre de matchs joués MT : Matchs joués en tant que titulaire : but : passe décisive : joueur entré : joueur remplacé : capitaine : carton jaune : carton rouge |
| Scott McTominay   | 90       | 90       | 90       | 270      |             |                | 3        | 3        | Abréviations et symboles : TT : Total de minutes jouées MJ : Nombre de matchs joués MT : Matchs joués en tant que titulaire : but : passe décisive : joueur entré : joueur remplacé : capitaine : carton jaune : carton rouge |
| John McGinn       | 90       | 90       | 90       | 270      |             |                | 3        | 3        | Abréviations et symboles : TT : Total de minutes jouées MJ : Nombre de matchs joués MT : Matchs joués en tant que titulaire : but : passe décisive : joueur entré : joueur remplacé : capitaine : carton jaune : carton rouge |
| Callum McGregor   | 23       | 90       | 90       | 203      | 1           |                | 3        | 2        | Abréviations et symboles : TT : Total de minutes jouées MJ : Nombre de matchs joués MT : Matchs joués en tant que titulaire : but : passe décisive : joueur entré : joueur remplacé : capitaine : carton jaune : carton rouge |
| Ryan Christie     | 46       |          |          | 46       |             |                | 1        | 1        | Abréviations et symboles : TT : Total de minutes jouées MJ : Nombre de matchs joués MT : Matchs joués en tant que titulaire : but : passe décisive : joueur entré : joueur remplacé : capitaine : carton jaune : carton rouge |
| John Fleck        |          |          |          | 0        |             |                |          |          | Abréviations et symboles : TT : Total de minutes jouées MJ : Nombre de matchs joués MT : Matchs joués en tant que titulaire : but : passe décisive : joueur entré : joueur remplacé : capitaine : carton jaune : carton rouge |
| Stuart Armstrong  | 67       | 14       | 70       | 151      |             |                | 3        | 2        | Abréviations et symboles : TT : Total de minutes jouées MJ : Nombre de matchs joués MT : Matchs joués en tant que titulaire : but : passe décisive : joueur entré : joueur remplacé : capitaine : carton jaune : carton rouge |
| David Turnbull    |          |          |          | 0        |             |                |          |          | Abréviations et symboles : TT : Total de minutes jouées MJ : Nombre de matchs joués MT : Matchs joués en tant que titulaire : but : passe décisive : joueur entré : joueur remplacé : capitaine : carton jaune : carton rouge |
| Ryan Fraser       | 23       |          | 20       | 43       |             |                | 2        |          | Abréviations et symboles : TT : Total de minutes jouées MJ : Nombre de matchs joués MT : Matchs joués en tant que titulaire : but : passe décisive : joueur entré : joueur remplacé : capitaine : carton jaune : carton rouge |
| Billy Gilmour     |          | 76       |          | 76       |             |                | 1        |          | Abréviations et symboles : TT : Total de minutes jouées MJ : Nombre de matchs joués MT : Matchs joués en tant que titulaire : but : passe décisive : joueur entré : joueur remplacé : capitaine : carton jaune : carton rouge |
| James Forrest     | 11       |          |          | 11       |             |                | 1        |          | Abréviations et symboles : TT : Total de minutes jouées MJ : Nombre de matchs joués MT : Matchs joués en tant que titulaire : but : passe décisive : joueur entré : joueur remplacé : capitaine : carton jaune : carton rouge |
| Attaquants        |          |          |          |          |             |                |          |          | Abréviations et symboles : TT : Total de minutes jouées MJ : Nombre de matchs joués MT : Matchs joués en tant que titulaire : but : passe décisive : joueur entré : joueur remplacé : capitaine : carton jaune : carton rouge |
| Lyndon Dykes      | 79       | 90       | 90       | 259      |             |                | 3        | 3        | Abréviations et symboles : TT : Total de minutes jouées MJ : Nombre de matchs joués MT : Matchs joués en tant que titulaire : but : passe décisive : joueur entré : joueur remplacé : capitaine : carton jaune : carton rouge |
| Che Adams         | 44       | 86       | 84       | 214      |             |                | 3        | 2        | Abréviations et symboles : TT : Total de minutes jouées MJ : Nombre de matchs joués MT : Matchs joués en tant que titulaire : but : passe décisive : joueur entré : joueur remplacé : capitaine : carton jaune : carton rouge |
| Kevin Nisbet      | 11       | 4        | 6        | 21       |             |                | 2        |          | Abréviations et symboles : TT : Total de minutes jouées MJ : Nombre de matchs joués MT : Matchs joués en tant que titulaire : but : passe décisive : joueur entré : joueur remplacé : capitaine : carton jaune : carton rouge |

| Buts | Joueurs         | Adversaires |
| ---- | --------------- | ----------- |
| 1    | Callum McGregor | Croatie     |

| Passes | Joueurs | Adversaires |
| ------ | ------- | ----------- |
|        |         |             |